# Elmar Marent
Elmar Marent (* 10. Februar 1947 in Bregenz) ist ein österreichischer Polizeijurist. Marent war von 1990 bis 2009 Sicherheitsdirektor von Vorarlberg.

## Werdegang
Marent trat 1965 in die Bundesgendarmerie ein und absolvierte bis 1967 seine Grundausbildung. Anschließend war er als Gendarmeriebeamter in Oberösterreich eingesetzt und absolvierte berufsbegleitend die Abendmatura. 
Er studierte in der Folge Rechtswissenschaften an der Universität Innsbruck und promovierte 1976 zum Doktor der Rechtswissenschaften. Zunächst war er in der Bundespolizeidirektion Innsbruck tätig und wechselte 1977 in die Sicherheitsdirektion Vorarlberg. Dort war er als Leiter der Kriminalpolizei und Verwaltungspolizei tätig und übernahm 1990 das Amt des Sicherheitsdirektors von Vorarlberg, also die Leitung der dem Bundesministerium für Inneres unterstellten Sicherheitsdirektion.
Im Jahr 2008 wurde Elmar Marent kurzfristig zum interimistischen Generaldirektor für öffentliche Sicherheit im Bundesministerium für Inneres bestellt. Dort übernahm er für fünf Monate die Leitung der obersten Sicherheitsbehörde, nachdem der bisherige Generaldirektor Erik Buxbaum in Urlaub gegangen und anschließend pensioniert worden war.
Am 30. September 2009 wurde Marent in den Ruhestand verabschiedet. Zu seinem Nachfolger als Vorarlberger Sicherheitsdirektor wurde sein langjähriger Stellvertreter Hans-Peter Ludescher bestellt.